# Coupe de viscosité

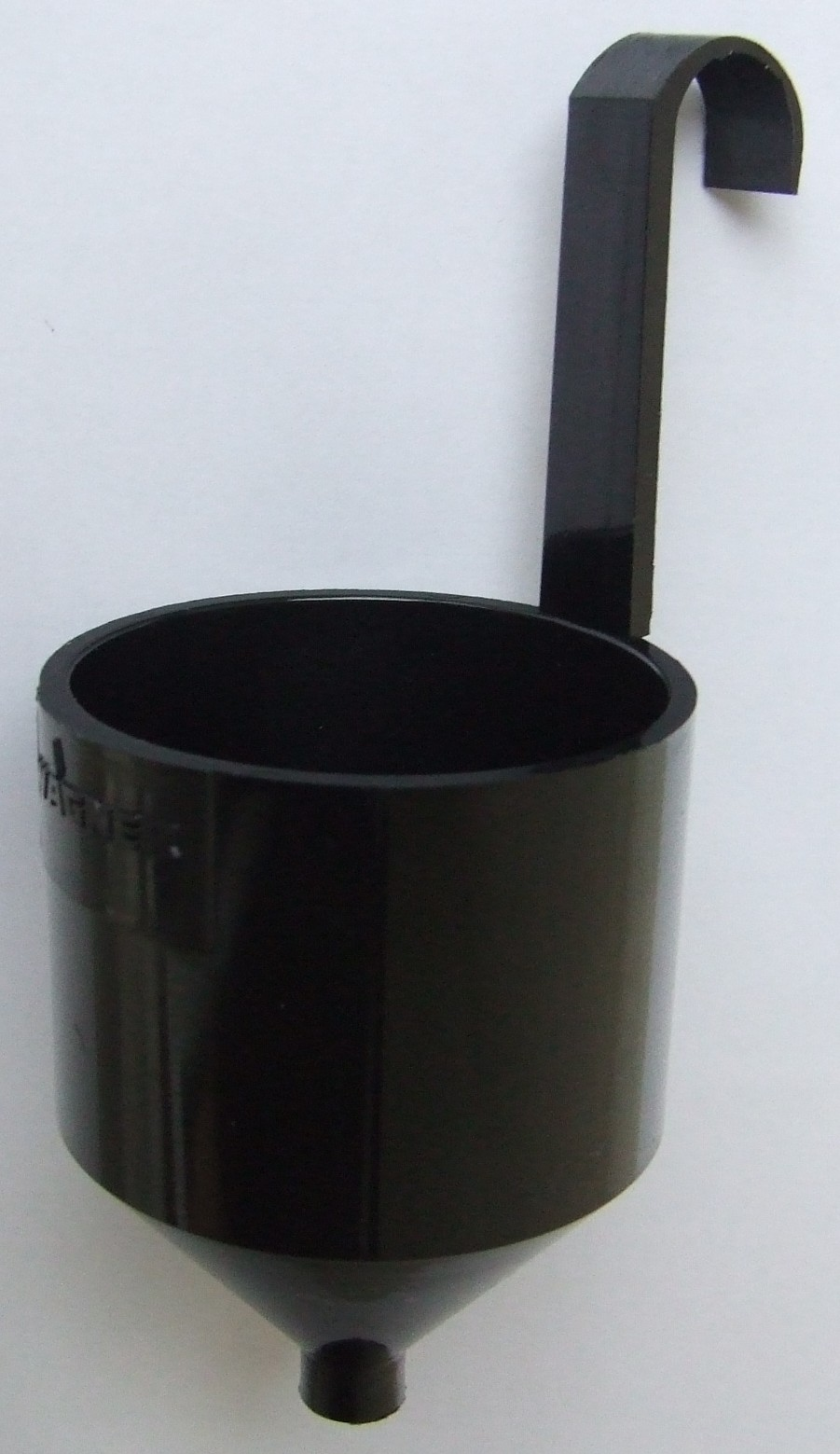
Coupe de Ford

Une coupe de viscosité ou coupe d'écoulement est une coupe utilisée pour déterminer le temps d'écoulement d’un volume de liquide au travers d’un orifice calibré. Ce liquide peut être par exemple une peinture, une encre ou un vernis. Le temps d'écoulement peut être utilisé pour déterminer la viscosité cinématique en utilisant l'équation de la loi d'écoulement de Hagen-Poiseuille.
Les coupes de viscosité sont généralement en alliage d'aluminium et peuvent avoir des orifices en acier inoxydable

## Exemples
De nombreuses coupes sont disponibles en fonction des différentes normes existantes.
| Type                                     | Diamètre de l'orifice (mm) | Intervalle de viscosité en centistokes (cSt)    | Intervalle approx. de temps d'écoulement (s) | Orifice             | Normes                                                                                                 |
| ---------------------------------------- | -------------------------- | ----------------------------------------------- | -------------------------------------------- | ------------------- | --- |
| Coupe BS B2 B3 B4 B5 B6                  | 2,38 3,17 3,97 4,76 7,14   | 38 - 71 38 - 147 71 - 455 299 - 781 781 - 1 650 | 30 - 300                                     |                     | BS 3900                                                                                                |
| Coupe Ford (en) No 1 No 2 No 3 No 4 No 5 | 2,1 2,8 3,4 4,1 5,8        | 10 - 35 25 - 120 49 - 220 70 - 370 200 - 1 200  | 55 - 100 40 - 100 30 - 100 30 - 100          | En acier inoxydable | ASTM D1200                                                                                             |
| Coupe ISO                                | 3 4 5 6                    | 7 - 42 35 - 135 91 - 325 188 - 684              | 30 - 100                                     | En acier inoxydable | ISO 2431 et ASTM D5125. La norme EN ISO 2431 remplace la norme DIN 53211 et la norme AFNOR NF T30-014. |
| Coupe Zahn No 1 No 2 No 3 No 4 No 5      |                            | 10 - 1 500                                      |                                              | En acier inoxydable | ASTM D4212 et ASTM D1084                                                                               |
| Coupe Frikmar                            | 2 4 6 8                    | 15 - 30 112 - 685 550 - 1 500 1 200 - 3 000     | 25 - 150                                     | En acier inoxydable | |

## Mesure
Généralement ce type de contrôle est comparatif par rapport à un standard prédéfini ou un échantillon-type.
Selon les normes, le liquide est versé dans la coupe ou c'est la coupe qui est plongée dans le liquide. Dès que la coupe est pleine et, le cas échéant, retirée du liquide, le chronomètre est déclenché puis stoppé dès que la dernière goutte de liquide s'échappe de l'orifice de la coupe.
Plus la viscosité du liquide à analyser est élevée et plus la durée d'écoulement de l'échantillon est importante. Les résultats sont donnés en indiquant :
- le temps d'écoulement (mesuré en secondes à l'aide d'un chronomètre) ;
- le type de coupe et son numéro ou son diamètre d'orifice ;
- la température du liquide ou de la pièce.

## Propriétés
En comparaison aux autres types de viscosimètres, les avantages de cette méthode sont qu'elle peut être mise en œuvre in situ, qu'elle ne nécessite pas de préparation et qu'elle utilise un matériel bon marché. La principale limite de cette méthode est qu'elle ne donne pas d'information concernant la viscosité dynamique.